# Organisation des Nations unies pour l'alimentation et l'agriculture
Pour les articles homonymes, voir FAO.

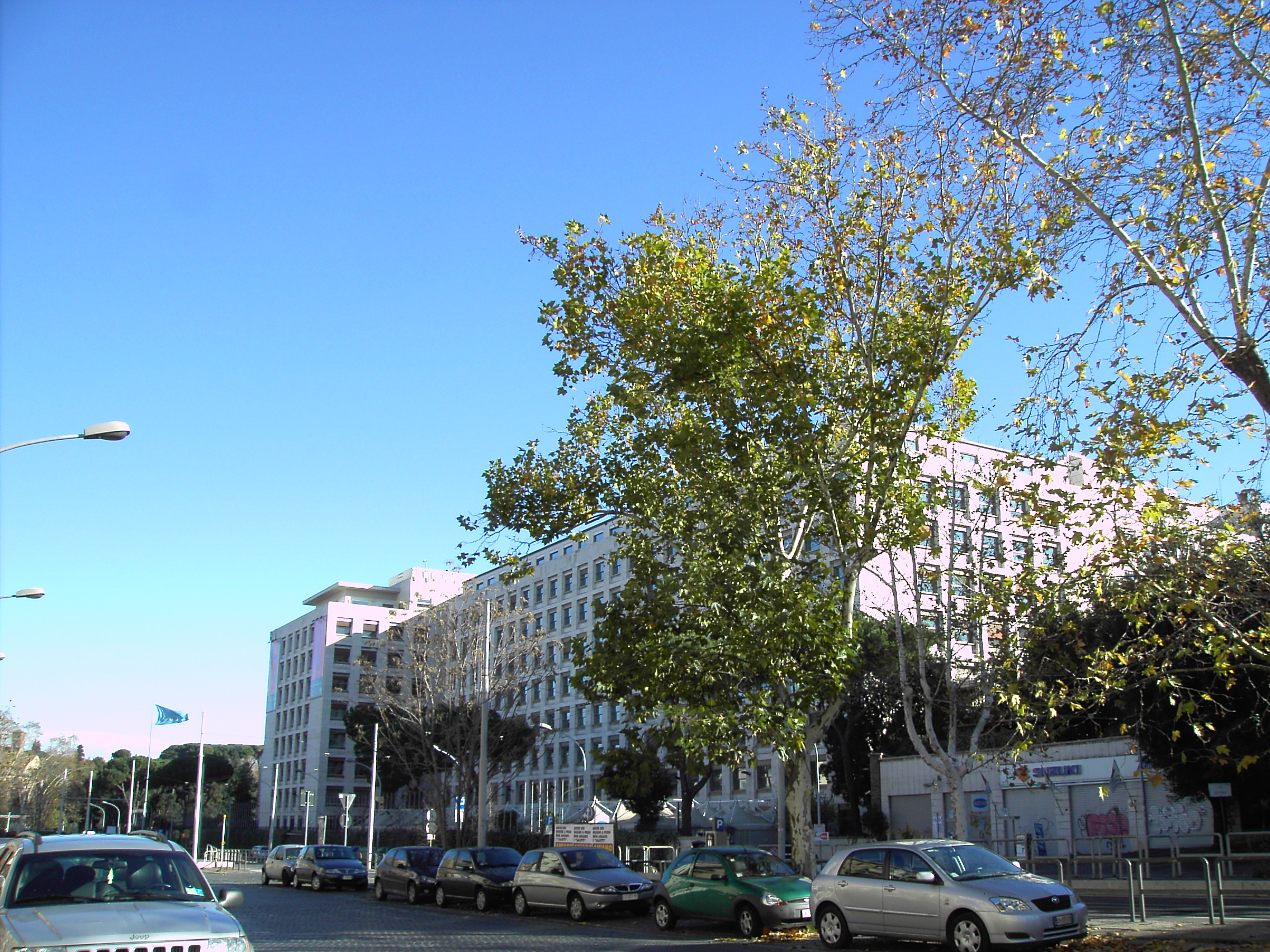
Le siège de la FAO, Rome.

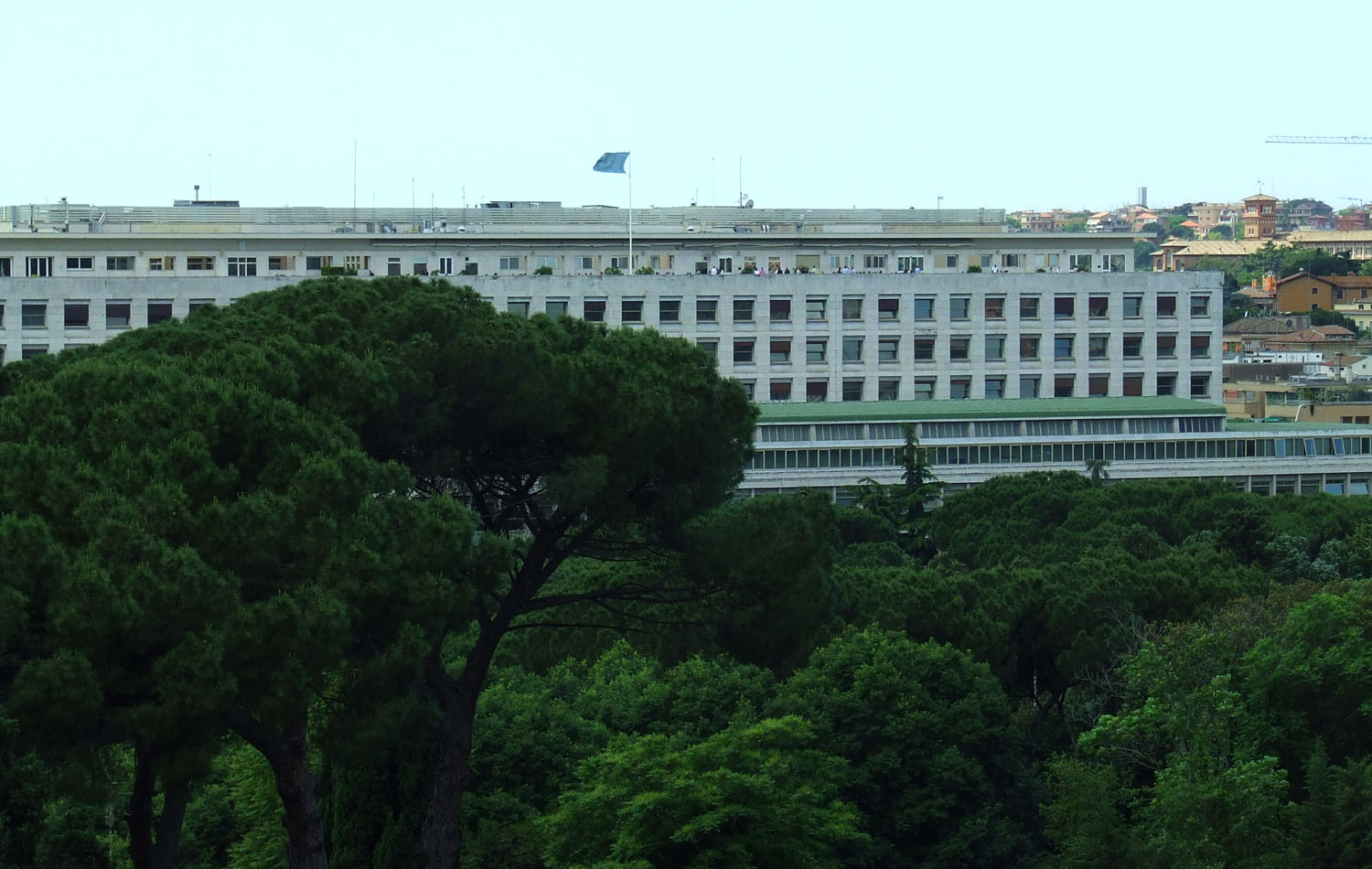
Le siège de la FAO, Rome.

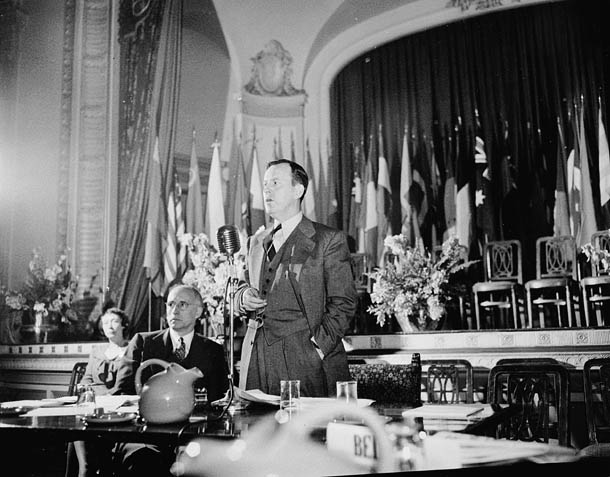
Lester B. Pearson préside une séance plénière de la conférence de fondation de l'Organisation des Nations unies pour l'alimentation et l'agriculture. octobre 1945.

L'Organisation des Nations unies pour l’alimentation et l’agriculture (connue sous les sigles ONUAA ou, plus couramment, FAO, de l'anglais Food and Agriculture Organization of the United Nations) est une organisation spécialisée du système des Nations unies, créée en 1945 à Québec. Son siège est à Rome, au Palazzo FAO, depuis 1951. Depuis le 15 juin 2013, la FAO compte 197 membres, soit 194 pays membres, une Organisation membre (l’Union européenne) et deux membres associés (les îles Féroé et Tokelau).
Son objectif suprême affiché est : « Aider à construire un monde libéré de la faim », sa devise, inscrite sur son logotype, est « Fiat panis », expression latine – sur le modèle de l'expression biblique Fiat lux – signifiant « qu'il y ait du pain ».
Pour aider les pays pauvres et riches à mieux maîtriser leurs ressources et à avoir une vision prospective, la FAO offre aux utilisateurs enregistrés, depuis le 1er juillet 2010, gratuitement (l'abonnement était autrefois payant) toutes les statistiques de son service Food and Agriculture Organization Corporate Statistical Database (FAOSTAT), la plus vaste base de données mondiale sur l'alimentation, l’agriculture et la faim. Son directeur général actuel est Qu Dongyu. Le président indépendant du Conseil est Khalid Mehboob.

## Historique

### Prémices d'une organisation internationale de l'alimentation et de l'agriculture
L’idée d’une organisation internationale pour l’alimentation et l’agriculture est née à la fin du dix-neuvième siècle, poussée par David Lubin, commerçant devenu agriculteur et philanthrope américain d'origine polonaise. En Italie, en 1904, le roi Victor-Emmanuel III comprend la nécessité d'une telle institution. L'année précédente, il a, en effet, participé au septième congrès international de la Commission internationale de l'agriculture, fondée en 1889, pour étudier les causes de la crise agricole et des moyens de la combattre. Il soutient l'initiative de David Lubin. Des réunions sont organisées entre le 29 mai et le 6 juin 1905 à Rome et permettent d'élaborer une convention internationale pour créer l’Institut international d’agriculture (IIA), signée à Rome le 7 juin 1905.

### Création de la FAO en 1945
L’Organisation des Nations unies pour l'alimentation et l'agriculture, premier organisme spécialisé des Nations unies, est créée le 16 octobre 1945 au Québec. Elle fait suite à l’engagement pris par 44 chefs de gouvernement lors de la conférence de l’alimentation et de l’agriculture tenue à Hot Springs en 1943 réunie à l'initiative du Président des États-Unis, Franklin D. Roosevelt.
La création de l’ONUAA prévoyait l’absorption de l’IAA. La fusion est réalisée dès 1946 et le siège de l’ONUAA transféré de Washington à Rome, ancien siège de l’IIA, en 1951.

## Mission et activités
- Fournir une assistance technique aux pays en développement.
- Fournir des statistiques, synthétiser les informations et harmoniser les normes dans les domaines de la nutrition, l’agriculture, les forêts et la pêche, notamment par le biais de ses publications (par exemple : rapports périodiques sur l'agriculture, la pêche et les forêts), et de ses bases de données.
- Conseiller les gouvernements et leur fournir un espace de débat multilatéral.
- Organiser des forums neutres entre les États pour débattre des principaux problèmes relatifs à l'agriculture, l’alimentation et la sécurité alimentaire.
- En collaboration avec l'OMS, la FAO développe le Codex Alimentarius, système de normalisation internationale en matière alimentaire[9]. Elles administrent conjointement le Comité mixte FAO-OMS d'experts des additifs alimentaires (JECFA)[10].
- Secrétariat et maintenance du Système de suivi des ressources halieutiques (FIRMS).
- Sensibiliser les populations aux problèmes de faim chronique dans le monde, par exemple, par le biais du projet One Billion Hungry

La FAO a été allégée d'une partie de son mandat initial à la suite de la création du PAM, d'une part, et du FIDA, d'autre part, organisations également sises à Rome. Par suite, l'aide alimentaire ne relève plus de ses attributions principales, puisque cette tâche a été confiée au Programme alimentaire mondial.

### Statistiques
Les statistiques d'indices de production de la FAO sur les cultures et le bétail sont enregistrées pour 278 produits, couvrant les catégories suivantes :

#### Cultures primaires
Céréales, agrumes, fruits, oléagineux, légumineuses, racines et tubercules, cultures sucrières, fruits secs et légumes. Les données sont exprimées en termes de surface récoltée, de quantité de production et de rendement.
Les données sur la zone et la production sur les céréales sont liées aux cultures récoltées pour le grain sec uniquement. Les cultures de céréales récoltées pour le foin ou le vert récolté pour la nourriture, l'alimentation ou l'ensilage ou utilisé pour le pâturage sont donc exclues.

#### Cultures transformées
Bière d'orge, coton, margarine, mélasse, huile de noix de coco (copra), huile de coton, huile d'arachide, huile de graines de lin, huile de maïs, huile d'olive, huile de palme, huile de palme, huile de colza, huile de carthame, huile de sésame, huile de soja, huile de tournesol, grains de palmier, vin.

#### Animaux vivants
Bovidés; Camélidés; Volailles; Caprins; Chevaux; Pigeons, autres oiseaux; Cochons; Lapins ; Rongeurs; Mouton; Dindes.

#### Élevage primaire
Miel et cire d'abeille ; Œufs (différents types) ; Peaux, bétail, frais ; Viande (bétail, poulet, canard, gibier, chèvre, oie , cheval, mule, viande, viande d'autres camélidés, viande d'autres rongeurs, cochon, lapin, mouton, dinde) ; Lait (buffle, chameau, vache, chèvre, mouton) ; Cocons à vers de soie ; Peaux (chèvre, mouton) ; Escargots ; Laine

#### Production dérivées du bétail
beurre (de lait de mouton, chèvre, buffle, vache) ; Fromage (de lait de chèvre, buffle, mouton, lait de vache) ; Fromage de lait de vache écrémé ; Crème fraîche; Ghee (lait de vache et buffle) ; Saindoux ; Lait (babeurre sec, vache brisé, écumé, écrémé, séché, séchée, évaporée, condensée entière, séchée entière, évaporée entière) ; Silk brut ; Suif ; Lactosérum (condensé et sec) ; Yaourt

### Évolution historique de la production agricole mondiale 1961-2021
Les statistiques d'indices de production de la FAO couvrent la période 1961-2021.
Entre 1961 et 2021, la surface mondiale de terres cultivables par personne a été presque divisée par 4 (1,6ha/personne en 1961, 0,6 en 2021, et seulement 0,4 en Europe), alors que l’indice de production agricole mondiale a été multipliée par 3 (28,86 en 1961, 103,16 en 2021).
L’indice de productivité par unité de surface a donc été multipliée par 10 (18 en 1961, 173 en 2021).
Ce « miracle » tient essentiellement à deux facteurs: la mécanisation (production, transport), et l’utilisation d'engrais et de pesticides issus de la pétrochimie.

## Gouvernance et fonctionnement

### Gouvernance

#### Conférence
La Conférence arrête la politique générale et approuve le budget de l'organisation. Elle élit le président du Conseil et le directeur général ainsi que les membres du Conseil. Elle se réunit tous les deux ans.
La Conférence élit un Conseil de 49 nations membres qui a le rôle d'organe exécutif dans l'intervalle des réunions de la Conférence. Les membres de ce Conseil sont élus pour une période de trois ans.
Pour la période 2017/2019, le président indépendant du Conseil de la FAO est Khalid Mehboob, du Pakistan.
| Nr | Président indépendant du Conseil | Pays      | Période     | Réf.   |
| -- | -------------------------------- | --------- | ----------- | ------ |
| 1  | André Mayer                      | France    | 1945-1947   |        |
| 2  | Stanley Bruce                    | Australie | 1947-1951   |        |
| 3  | Josué de Castro                  | Brésil    | 1951-1955   |        |
| 4  | Shujaat Ali Hasnie               | Pakistan  | 1955-1959   |        |
| 5  | Louis Maire                      | Suisse    | 1959-1963   |        |
| 6  | Georges Haraoui                  | Liban     | 1963-1964   |        |
| 7  | Maurice Gemayel                  | Liban     | 1965-1969   |        |
| 8  | Michel Cépède                    | France    | 1969-1973   |        |
| 9  | Gonzalo Bula Hoyos               | Colombie  | 1973-1977   |        |
| 10 | Bukar Shaib                      | Nigeria   | 1977-1981   |        |
| 11 | Monkombu Swaminathan             | Inde      | 1981-1985   |        |
| 12 | Lassaad Ben Osman                | Tunisie   | 1985-1989   |        |
| 13 | Antoine Saintraint               | Belgique  | 1989-1993   |        |
| 14 | José Ramón López Portillo        | Mexique   | 1993-1997   |        |
| 15 | Sjarifudin Baharsjah             | Indonésie | 1997-2001   |        |
| 16 | Aziz Mekouar                     | Maroc     | 2001-2005   |        |
| 17 | Mohammad Saeid Noori-Naeini      | Iran      | 2005-2009   |        |
| 17 | Luc Guyau                        | France    | 2009-2013   | [ 16 ] |
| 18 | Wilfred Joseph Ngirwa            | Tanzanie  | 2013-2017   | [ 17 ] |
| 19 | Khalid Mehboob                   | Pakistan  | Depuis 2017 | [ 15 ] |

### Financement
Le budget total de l'agence s'élève à 2,2 milliards d'euros en 2018-2019. Il est constitué à 39 % par des cotisations obligatoires des États membres et à 61 % par des contributions volontaires des membres et d'autres partenaires.

### Direction générale
L'élection du directeur général a lieu à l'occasion de la Conférence pour un mandat renouvelable une fois. En 2019, cinq candidats sont en lice pour l'élection : Qu Dongyu (Chine), Catherine Geslain-Lanéelle (France), Davit Kirvalidze (Géorgie), Médi Moungui (Cameroun) et Ramesh Chand (Inde). Le 23 juin 2019, le nouveau directeur général, Qu Dongyu, est nommé pour un mandat de quatre ans à partir du 1er août 2019 jusqu'au 31 juillet 2023.

#### Directeur général
| Nr | Directeur              | Pays        | Période                              |
| -- | ---------------------- | ----------- | ------------------------------------ |
| 1  | John Boyd Orr          | Royaume-Uni | octobre 1945 – avril 1948            |
| 2  | Norris E. Dodd         | États-Unis  | avril 1948 – décembre 1953           |
| 3  | Philip V. Cardon       | États-Unis  | janvier 1954 – avril 1956            |
| 4  | Herbert Broadley       | Royaume-Uni | (interim) avril 1956 – novembre 1956 |
| 5  | Binay Ranjan Sen       | Inde        | novembre 1956 – décembre 1967        |
| 6  | Addeke Hendrik Boerma  | Pays-Bas    | janvier 1968 – décembre 1975         |
| 7  | Édouard Saouma         | Liban       | janvier 1976 – décembre 1993         |
| 8  | Jacques Diouf          | Sénégal     | janvier 1994 – décembre 2011         |
| 9  | José Graziano da Silva | Brésil      | janvier 2012 – juillet 2019          |
| 10 | Qu Dongyu              | Chine       | depuis août 2019                     |

#### Directeurs généraux adjoints
| Nr | Directeur                    | Pays                       | Période         |
| -- | ---------------------------- | -------------------------- | --------------- |
| 1  | William Nobel Clark          | États-Unis                 | 1948            |
| 2  | Herbert Broadley             | Royaume-Uni                | 1948–1958       |
| 3  | Friedrich Traugott Wahlen    | Suisse                     | 1958–1959       |
| 4  | Norman C. Wright             | Royaume-Uni                | 1959–1963       |
| 5  | Oris V. Wells                | États-Unis                 | 1963–1971       |
| 6  | Roy I. Jackson               | États-Unis                 | 1971–1978       |
| 7  | Ralph W. Phillips            | États-Unis                 | 1978–1981       |
| 8  | Edward M. West               | Royaume-Uni                | 1981–1985       |
| 9  | Declan J. Walton             | Irlande                    | 1986–1987       |
| 10 | Howard Hjort                 | États-Unis                 | 1992–1997       |
| 11 | Vikram J. Shah (ad personam) | Royaume-Uni                | 1992–1995       |
| 12 | David A. Harcharik           | États-Unis                 | 1998–2007       |
| 13 | James G. Butler              | États-Unis                 | 2008–2010       |
| 14 | Changchui He                 | Chine (Opérations)         | 2009 - 2011     |
| 15 | Ann Tutwiler                 | États-Unis (Connaissances) | 2011 - 2012     |
| 15 | Manoj Juneja                 | Inde (Opérations)          | 2011 - 2012     |
| 16 | Dan Gustafson                | États-Unis (Opérations)    | 2012 - 2020     |
| 17 | Maria Helena Semedo          | Cap-Vert                   | 2013 - en cours |
| 18 | Laurent Thomas               | France                     | 2017 - en cours |
| 19 | Beth Bechdol                 | États-Unis                 | 2020 - en cours |

## Secteurs de travail prioritaires
Pour le biennium 2014-2015, la FAO a défini les priorités suivantes dans sa lutte contre la faim
- Contribuer à éliminer la faim, l'insécurité alimentaire et la malnutrition – Libérer le monde de la faim en promouvant des politiques et des engagements politiques en faveur de la sécurité alimentaire et en veillant à ce que soient disponibles et accessibles des informations actualisées sur les problèmes relatifs à la faim et à la nutrition, et sur les solutions qui peuvent y être apportées.
- Rendre l'agriculture, la foresterie et la pêche plus productives et plus durables – Promouvoir des politiques et des pratiques scientifiquement éprouvées qui favorisent une productivité élevée des secteurs agricoles (cultures, élevage, foresterie et pêches), tout en épargnant la base de ressources naturelles.
- Réduire la pauvreté rurale – Aider les ruraux pauvres à accéder aux ressources et aux services dont ils ont besoin – notamment l'emploi rural et les dispositifs de protection sociale – pour éloigner le spectre de la pauvreté.
- Favoriser la mise en place de systèmes agricoles et alimentaires ouverts et efficaces – Contribuer à mettre en place des systèmes alimentaires sûrs et efficaces qui soutiennent la petite agriculture et font reculer la pauvreté et la faim dans les zones rurales.
- Améliorer la résilience des moyens d’existence face aux catastrophes – Aider les pays à être mieux préparés en cas de catastrophe naturelle ou anthropique, en atténuant les risques et en améliorant la résilience de leurs systèmes alimentaires et agricoles.

## FAO et agriculture biologique
Dans un rapport sur la conférence internationale sur l'agriculture biologique et la sécurité alimentaire qui s'est tenue à Rome en mai 2007, la FAO constate que l'agriculture biologique, étendue à grande échelle, aurait un impact relativement limité sur la disponibilité alimentaire, et les prix n'évolueraient pratiquement pas. Elle souligne sa pertinence face à l'agriculture intensive usant des pesticides, des engrais issus de la pétrochimie, voire des OGM. Cette analyse est faite par rapport aux coûts, aux rendements obtenus à long terme, à une résistance accrue des écosystèmes face aux stress climatiques, à la réduction de l'utilisation des carburants fossiles et à l'indépendance qu'elle procure aux agriculteurs et aux États. Par ailleurs, elle constate que l'agriculture biologique est à même d'empêcher le gonflement des bidonvilles, de maintenir les structures rurales, notamment grâce au fait qu'elle nécessite plus de main-d'œuvre.
Ce rapport a cependant été l’objet d’une controverse. Il émane d’une conférence accueillie par la FAO, mais certaines de ses conclusions, et notamment celle affirmant que « l’agriculture biologique devrait pouvoir produire suffisamment d’aliments pour nourrir la population mondiale actuelle » ne sont pas reconnues par l’Organisation. Une mise au point fut faite six mois plus tard par son président, Jacques Diouf, dans laquelle il précise notamment que « le potentiel de l’agriculture biologique n’est pas suffisant, loin s’en faut, pour nourrir le monde ».
En octobre 2020, la FAO signe une lettre d'intention avec CropLife International, principale association mondiale d'entreprises fabriquant des pesticides. Cette lettre d'intention suscite des protestations de scientifiques, d'une part, et d'organisation de la société civile, d'autre part.

## Programmes

### Ambassadeurs de bonne volonté
Le programme d’ambassadeurs de bonne volonté, créé en 1999, vise à sélectionner des célébrités chargées d’attirer l’attention du grand public sur les problématiques de sécurité alimentaire traitées par la FAO. Sont ou ont été ambassadeurs de bonne volonté de la FAO : le prix Nobel de médecine Rita Levi-Montalcini, l'actrice Gong Li, les footballeurs Roberto Baggio et Raúl, la chanteuse malienne Oumou Sangaré, la chanteuse québécoise Céline Dion et la chanteuse sud-africaine Miriam Makeba.

## Crise
La FAO a commandé en 2005 à un groupe d'experts un audit d'Évaluation Externe Indépendante. Un pré-rapport (fin juillet 2007) estime que la FAO est « au bord du gouffre » ; son personnel étant démotivé par des « systèmes administratifs dépassés et rigides » et une « bureaucratie tatillonne ». L'influence de la FAO « décline », ses services perdants de leur avantage comparatif, ce qui encourage les financeurs à diminuer son budget (de 370 millions d’USD/an, soit 270 millions d'€, mais qui a diminué de 20 % depuis 1995).
Ses prises de position sont jugées parfois contradictoires et mal comprises ; promotion d’une agriculture productiviste d'après-guerre, lutte contre la faim, puis promotion des OGM en 2004 avant d’inversement annoncer que l'agriculture biologique « avec une véritable volonté politique », pourrait contribuer à la sécurité alimentaire de la planète.
Ce pré-rapport invite la FAO à se « réinventer », son existence restant nécessaire et ses objectifs initiaux n'étant pas atteints. Elle devrait se repositionner, notamment par rapport aux ONG qui occupent une place croissante dans le domaine de l’aide alimentaire et au développement d'une agriculture durable. Le pré-rapport se conclut par 110 recommandations pour s’adapter à un contexte qui a évolué. Le rapport final est attendu en novembre 2007.

## Hommages
- Une place a été nommée en l'honneur de l'Organisation dans la ville de Québec , au Canada, en 1995, pour souligner le cinquantième anniversaire de la rencontre tenu en 1945, en cet endroit, pour la création de la FAO[27].